# Ornitholestes
Ornitholestes var en liten köttätande dinosaurie (coelurosauria) som levde i Nordamerika i slutet av jura för 145 milj. år sedan.
Ornitholestes blev cirka 2,5 meter lång från nos till svans. Frambenen var välutvecklade med 3-fingrade händer, utformade för att gripa med. Svansen var väldigt lång och smal, och kan ha använts för att balansera kroppen vid löpning. Tidigare trodde forskare att Ornitholestes hade ett litet horn på nostippen, liknande det hos Protoceratops. Det har dock nyligen visat sig att detta berodde på att man misstog sig när man rekonstruerade skallen, där nostippen krossats.

## Ornitholestesi populärkulturen
Ornitholestes har varit med i tre TV-program om dinosaurier från BBC, Dinosauriernas tid, Balladen om Big Al och Dinosaur Revolution.